# Skoki do wody na Mistrzostwach Świata w Pływaniu 2024 – trampolina 3 m synchronicznie par mieszanych
Trampolina 3 m synchronicznie par mieszanych – jedna z konkurencji rozgrywanych w ramach skoków do wody, podczas mistrzostw świata w pływaniu w 2024. Zawody w tej konkurencji rozegrano 10 lutego, udział w nich brało 17 duetów.
Zwycięzcami konkurencji okazali się reprezentanci Australii Domonic Bedggood i Maddison Keeney. Drugą pozycję zajęli zawodnicy z Włoch Matteo Santoro i Chiara Pellacani, trzecią zaś reprezentujący Koreę Południową Yi Jae-gyeong i Kim Su-ji.

## Wyniki
| Miejsce | Zawodnicy                                     | Państwo           | Wynik  |
| ------- | --------------------------------------------- | ----------------- | ------ |
| 01 !    | Domonic Bedggood Maddison Keeney              | Australia         | 300,93 |
| 02 !    | Matteo Santoro Chiara Pellacani               | Włochy            | 287,49 |
| 03 !    | Yi Jae-gyeong Kim Su-ji                       | Korea Południowa  | 285,03 |
| 4.      | Ross Haslam Grace Reid                        | Wielka Brytania   | 278,28 |
| 5.      | Jahir Ocampo Paola Pineda                     | Meksyk            | 275,31 |
| 6.      | Elias Petersen Emilia Nilsson Garip           | Szwecja           | 267,39 |
| 7.      | Noah Duperre Bridget O'Neil                   | Stany Zjednoczone | 262,17 |
| 8.      | Gwendal Bisch Naïs Gillet                     | Francja           | 260,85 |
| 9.      | Alexander Lube Jana Rother                    | Niemcy            | 257,64 |
| 10.     | Liam Stone Elizabeth Cui                      | Nowa Zelandia     | 252,66 |
| 11.     | Kacper Lesiak Aleksandra Błażowska            | Polska            | 252,30 |
| 12.     | Jake Passmore Clare Cryan                     | Irlandia          | 249,12 |
| 13.     | Kyryło Azarow Anna Pyśmenśka                  | Ukraina           | 235,50 |
| 14.     | Andriyan Andriyan Gladies Lariesa Garina Haga | Indonezja         | 207,00 |
| 15.     | José Calderón Victoria Garza                  | Dominikana        | 198,12 |
| 16.     | Giorgi Culukidze Tekle Szaria                 | Gruzja            | 198,72 |
| 17.     | He Heung Wing Zhao Hang U                     | Makau             | 166,17 |